# Никифоров, Фёдор Алексеевич
Фёдор Алексе́евич Ники́форов (15 апреля 1903 — ноябрь 1973) — советский хозяйственный, государственный, партийный и военно-политический деятель, участник Великой Отечественной войны. 2-й секретарь Архангельского обкома ВКП(б), где входил в состав особой тройки НКВД СССР.

## Биография
Родился 15 апреля 1903 в д. Перелог Демянского уезда Новгородской губернии Российской империи в семье русского крестьянина-бедняка. В 1912 окончил два класса сельской школы в д. Выдомирь Демянского уезда. С ноября 1915 г. шишельник чугунолитейного завода Бидермана в Петрограде. С февраля 1918 г. батрак в разных кулацких хозяйствах в д. Метели Уржумского уезда Вятской губернии. С января 1922 г. чернорабочий на станции Сортировочная Октябрьской железной дороги. С декабре 1924 г. крестьянин в своем хозяйстве в Перелоге. С ноября 1925 г. в Рабоче-крестьянской Красной армии. Окончил полковую школу и стал младшим командиром 2-й артиллерийской бригады Карельского участка Ленинградского военного округа. Во время службы в армии с февраля 1925 г. стал кандатом в члены РКП(б), а с июня 1926 г. членом ВКП(б). В октябре 1927 г. демобилизован и работал чернорабочим Ленинградского завода «Севкабель». С августа 1929 г. слушатель колхозных курсов при ЦК ВКП(б) в Москве. С апреля 1930 г. председатель колхоза «КИМ» в станице Бжедуховская Белореченского района Северо-Кавказского края. С января 1931 г. начальник штаба противовоздушной обороны Ленинградского радиозавода им. Коминтерна. С августа 1933 г. инспектор отдела противо воздушной обороны Главного управления электрослаботочной промышленности. С января 1934 г. секретарь парткома рабфака при Ленинградского государственного университета. С января 1935 г. секретарь парткома Ленинградского института истории, философии и лингвистики. С апреля 1936 г. заведующий КПО Свердловского райкома ВКП(б). С февраля 1937 г. секретарь партийного комитета Ленинградского завода мощного радиостроения № 208 им. Коминтерна. С августа 1937 г. первый секретарь Старорусского райкома ВКП(б) Ленинградской области. С 29 ноября 1937 г. по январь 1939 г. второй секретарь Архангельского обкома ВКП(б). Решением Политбюро ЦК ВКП(б) 4 декабря 1937 г. утвержден членом тройки Управления Народного комиссариата внутренних дел по Архангельской области, созданной по приказу НКВД СССР от 30 июля 1937 г. № 00447 и активным участием в сталинских репрессиях. В 1938 году стал депутатом Верховного Совета РСФСР I созыва от Лальского округа Архангельской области. С января 1939 г. слушатель вечернего Комвуза и Ленинградского филиала Промышленной академии им. Сталина, закончив два курса в декабре 1940 г. находился отпуске. С февраля 1941 г. слушатель Ленинских курсов при ЦК ВКП(б). С началом Великой Отечественной войны мобилизован в РККА. С июня 1941 г. в звании старший политрук служил в политическом отделе, формируемой с 29 июня 1941 года в Ленинграде из добровольцев Петроградского и Приморского районов Петроградской стрелковой дивизии народного ополчения. 24 июля 1941 г. дивизия была переименована в 3-ю гвардейскую Ленинградскую стрелковую дивизию народного ополчения (Петроградского района), а батальонный комиссар Никифоров в тот же день возглавил её политический отдела. С 24 сентября 1941 г. дивизия стала именоваться 44-й стрелковой дивизией, участвующей в Тихвинской оборонительной операции. С июня по декабрь 1941 воевал в составе Ленинградского фронта, затем — на Северо-Западном фронте. В декабре 1941 года в Бийске начала формироваться 453-я стрелковая дивизия, которая с 7 января 1942 г. стала именоваться 232-й стрелковой дивизией. С 27 января 1942 г. Никифоров назначен военным комиссаром, а с октября 1942 г. заместителем командира по политической части (замполит) этой дивизии. С 3 июля 1942 г. дивизия вела боевые действия на Воронежском фронте. В связи с отменой института военных комиссаров и введения единоначалия в Красной армии переаттестован 12 декабря 1942 г. в полковника. С 3 мая 1943 г. замполит, а с 16 июня 1943 г. одновременно и начальник политического отдела 23-й гвардейского стрелкового корпуса. С сентября 1943 г. слушатель особых Курсов усовершенствования высшего политического состава при Военной академии РККА им. М. В. Фрунзе, после окончания которых с 13 января 1944 г. замполит 125-го стрелкового корпуса 1-го Белорусского фронта. С 5 января 1945 г. находился на излечении в госпитале в Москве. С апреля 1945 г. замполит начальника Главного трофейного управления Народного комиссариата обороны СССР. Демобилизован 6 мая 1946 г. как инвалид 2-й группы, работал в совете в п. Малаховка Московской области. С марта 1948 г. помощник председателя по кадрам Всесоюзного объединения «Союзпушнина» Министерства внешней торговли СССР. С ноября 1952 г. заместитель по политической части начальника школы усовершенствования командного состава военизированной охраны Министерства путей сообщения в г. Пушкино. Умер в ноябре 1973 года.

## Награды
- Орден Ленина (04.02.1943)[10]
- Орден Красного Знамени (25.03.1943)[11]
- Орден Отечественной войны I степени (12.09.1944)[14]
- медали, в том числе:
  - «За оборону Ленинграда» (22.12.1942)[14]
  - «За победу над Германией»[17]

## Воинские звания
Старший политрук — 1941;
Батальонный комиссар — 1941;
Старший батальонный комиссар — 12.12.1941;
Полковник — 12.12.1942.